# Бент-функция

Бинарные бент-функции с расстоянием Хэмминга, равным 1 и нелинейностью

Нелинейность бент-функции равна

Бент-функция (от англ. bent — «изогнутый, наклонённый», ) — булева функция с чётным числом переменных, для которой расстояние Хэмминга от множества аффинных булевых функций с тем же числом переменных максимально. Бент-функции в этом смысле обладают максимальной степенью нелинейности среди всех функций с данным числом переменных и благодаря этому широко применяются в криптографии для создания шифров, максимально устойчивых к методам линейного и дифференциального криптоанализа.
В русскоязычной литературе используется близкий по смыслу термин «максимально нелинейная функция», число переменных таких функций не ограничивается чётными числами. Максимально нелинейная функция с чётным числом переменных является бент-функцией .

## Определения
Расстояние Хэмминга для двух булевых функций n переменных — количество различий в значениях этих функций на полном множестве из 2n наборов переменных.
Аффинная (линейная) булева функция — булева функция, полином Жегалкина которой не имеет нелинейных членов, то есть членов, представляющих собой конъюнкцию нескольких переменных.
Степень нелинейности булевой функции deg(f) — число переменных в самом длинном слагаемом её полинома Жегалкина.
Нелинейность булевой функции N(f) — расстояние Хэмминга от данной функции до множества всех аффинных функций.

## История
Бент-функции были введены в 1960-х годах Оскаром Ротхаузом (1927—2003), который в это время (с 1960 по 1966 годы) работал Институте оборонного анализа (IDA), где занимался криптографическими исследованиями. Его первая работа по бент-функциям относится к 1966 году, однако она была засекречена и в открытой печати появилась только в 1976 году.
В 1960-х годах В.А.Елисеев и О.П.Степченков занимались исследованием бент-функций в СССР, однако их работы до сих пор засекречены. Известно, что они называли бент-функции "минимальными функциями" и предложили конструкцию МакФарланда еще в 1962 году.

## Свойства
Нелинейность бент-функций с числом переменных n (n — чётное) определяется соотношением , :
{\displaystyle N(f)=2^{n-1}-2^{{\frac {n}{2}}-1}}.
Для максимально нелинейных функций с нечётным числом переменных точное выражение для нелинейности неизвестно.

## Примеры бент-функций
Ниже приведены примеры бент-функций четырёх, шести и восьми переменных.
{\displaystyle n=4:f_{1}(X)=x_{1}x_{3}\oplus x_{2}x_{4};N(f_{1})=6;}
{\displaystyle n=6:f_{2}(X)=x_{1}x_{2}x_{3}\oplus x_{1}x_{4}\oplus x_{2}x_{5}\oplus x_{3}x_{6};N(f_{2})=28;}
{\displaystyle n=8:f_{3}(X)=x_{1}x_{2}x_{3}\oplus x_{2}x_{4}x_{5}\oplus x_{1}x_{2}\oplus x_{1}x_{4}\oplus x_{2}x_{6}\oplus x_{3}x_{5}\oplus x_{4}x_{5}\oplus x_{7}x_{8};N(f_{3})=120;}
{\displaystyle n=8:f_{4}(X)=x_{1}x_{2}x_{3}\oplus x_{2}x_{4}x_{5}\oplus x_{3}x_{4}x_{6}\oplus x_{1}x_{4}\oplus x_{2}x_{6}\oplus x_{3}x_{4}\oplus x_{3}x_{5}\oplus x_{3}x_{6}\oplus x_{4}x_{5}\oplus x_{4}x_{6}\oplus x_{7}x_{8};N(f_{4})=120.}

## Монография
В книге  приведен детальный обзор результатов в области бент-функций. Рассматривается история открытия бент-функций, описываются их приложения в криптографии и дискретной математике. Исследуются основные свойства и эквивалентные представления бент-функций, классификации бент-функций от малого числа переменных, комбинаторные и алгебраические конструкции бент-функций, связь бент-функций с другими криптографическими свойствами. Изучаются расстояния между бент-функциями и группа автоморфизмов бент-функций. Рассматриваются верхние и нижние оценки числа бент-функций и гипотезы о его асимптотическом значении. Приводится детальный систематический обзор 25 различных обобщений бент-функций, рассматриваются открытые вопросы в данной области. Книга  2015 года содержит более 125 теорем о бент-функциях и существенно расширяет книгу  , опубликованную в 2011 году. 